# Rebecca O’Callaghan
Rebecca O’Callaghan (* 18. Januar 1964 in Sheffield, England, als Rebecca Best) ist eine ehemalige irische Squashspielerin.

## Karriere
Rebecca O’Callaghan war in den 1980er- und 1990er-Jahren auf der WSA World Tour aktiv. Ihre beste Platzierung in der Weltrangliste erreichte sie mit Rang sechs im Juli 1988. Mit der irischen Nationalmannschaft nahm sie 1983, 1985, 1987, 1989, 1990, 1992 und 1994 an der Weltmeisterschaft teil, zudem stand sie mehrfach im Kader bei Europameisterschaften. 1983, 1984, 1986, 1987, 1988 und 1989 belegte sie mit der Mannschaft bei den Europameisterschaften jeweils den zweiten Platz. 1992 bestritt sie bei der Weltmeisterschaft gegen Martine Le Moignan ihre 100. Partie für Irland, die sie in fünf Sätzen für sich entschied.
Bei Weltmeisterschaften im Einzel stand O’Callaghan zwischen 1981 und 1994 neunmal im Hauptfeld. Dabei erzielte sie 1987, 1989 und 1990 jeweils ihr bestes Resultat mit dem Einzug ins Achtelfinale und scheiterte dabei 1987 an Lucy Soutter in drei, 1989 an Susan Devoy in vier und 1990 an Suzanne Horner in fünf Sätzen.

## Erfolge
- Vizeeuropameisterin mit der Mannschaft: 1983, 1984, 1986, 1987, 1988 und 1989